# Доміціо Кальдеріні

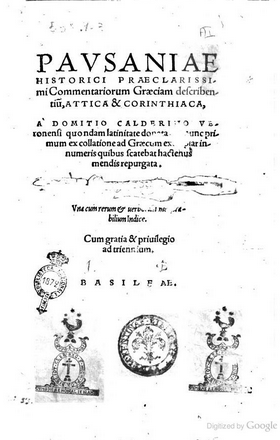

Доміціо Кальдеріні  (італ. Domizio Calderini; 1446, Торрі-дель-Бенако — 1478, Рим) — італійський гуманіст, був одним із перших європейських дослідників «Географії» давньогрецького вченого Клавдія Птолемея. Видавець римського видання 1478 р. «Географії» Клавдія Птолемея (звірив текст з грецьким оригіналом; до цього і після нього, аж до 1511 р. «Географія» друкувалася за перекладом Джакопо д'Анджело). Навчався у Вероні, Венеції та Римі. Був папським секретарем Сікста IV..